# Palacio Imperial de Kioto

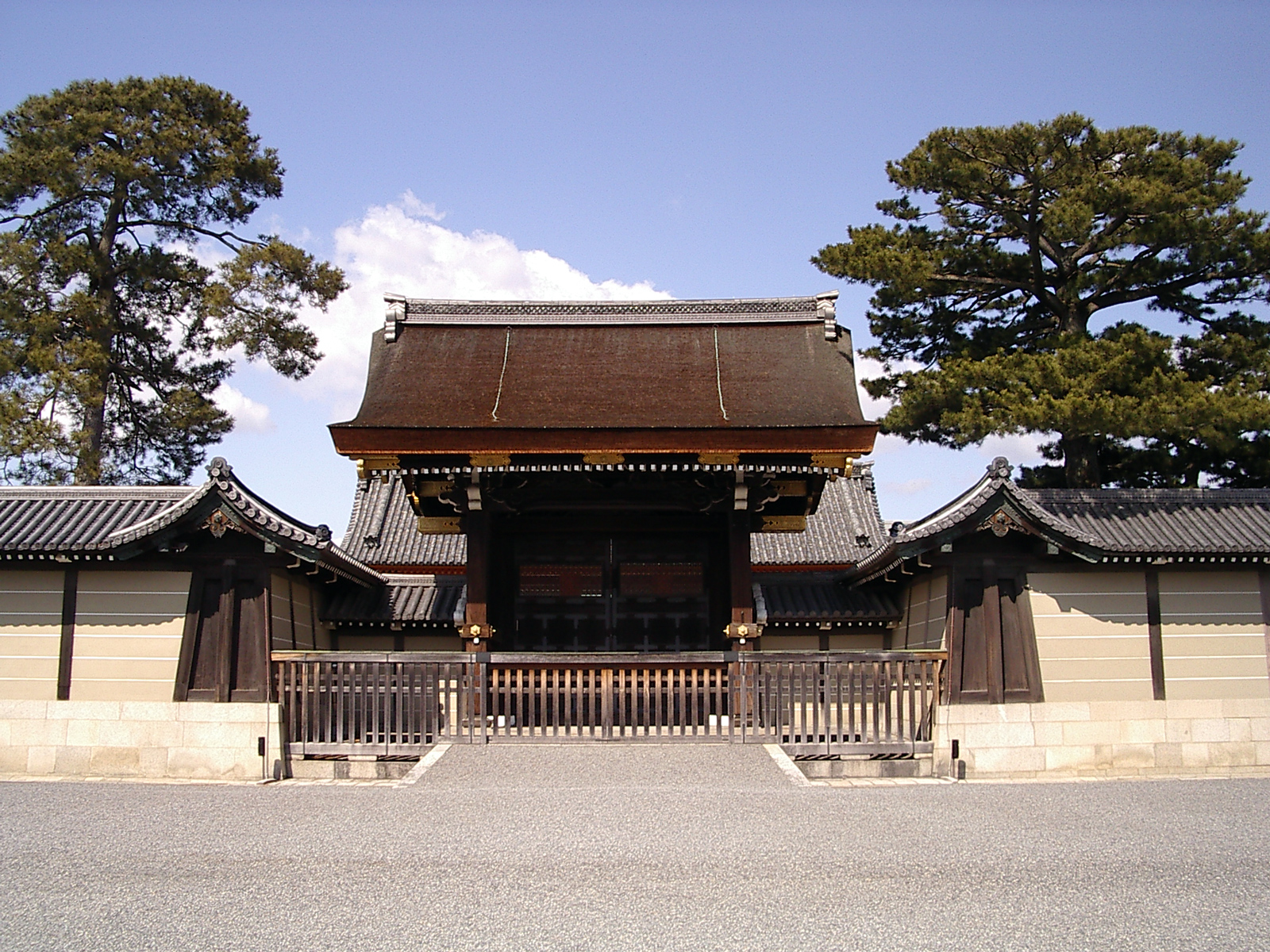
Kenrei-mon (建礼門), una de las entradas del palacio Imperial de Kioto.

El palacio Imperial de Kioto (京都御所 Kyōto Gosho?) es un palacio imperial de Japón. El emperador reside en el palacio Imperial de Tokio desde 1869 (Restauración Meiji) y ordenó preservar el palacio Imperial de Kioto en 1877.
El palacio Imperial de Kioto es el último de los palacios imperiales construidos en, o cerca de, la parte nooriental de la antigua capital de Japón, Heian-kyo (actual Kioto) después del abandono del Palacio Heian (大内裏 daidairi?) que estaba ubicado al oeste del actual palacio, durante el periodo Heian. El palacio perdió muchas de sus funciones durante la Restauración Meiji, cuando la capital se cambió a Tokio en 1869. Sin embargo la coronación de los emperadores Taisho y Showa se llevó a cabo en el Palacio de Kioto.

## Construcciones y alrededores

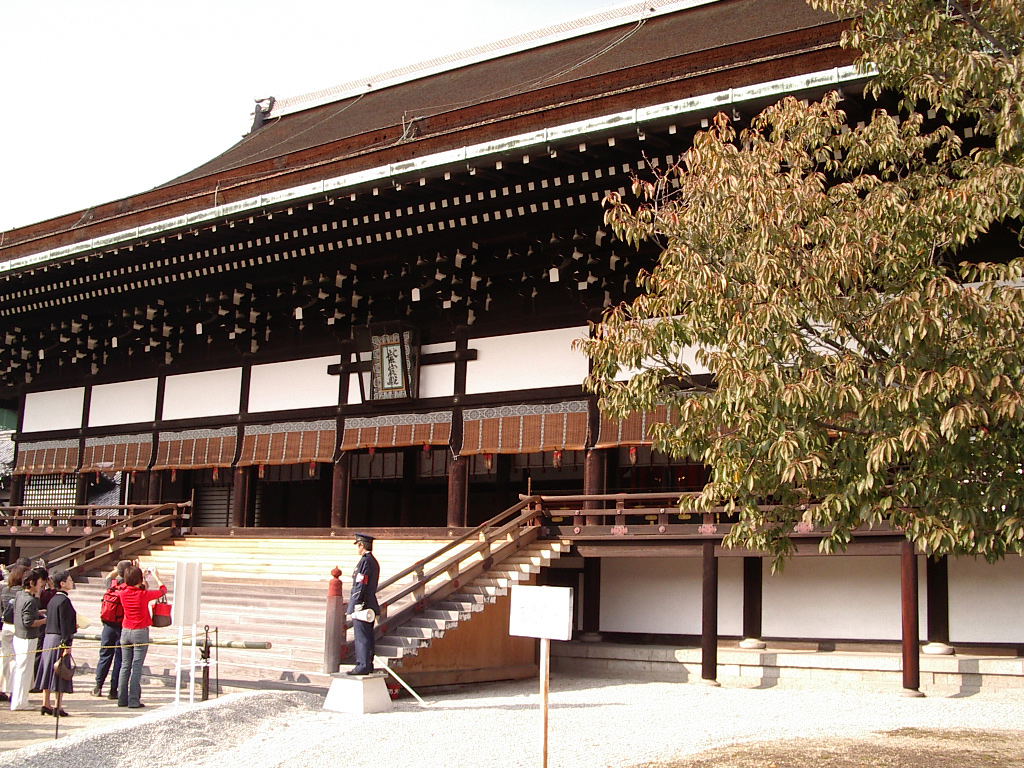
Entrada al salón principal Shishinden, lugar donde está el trono del Crisantemo.

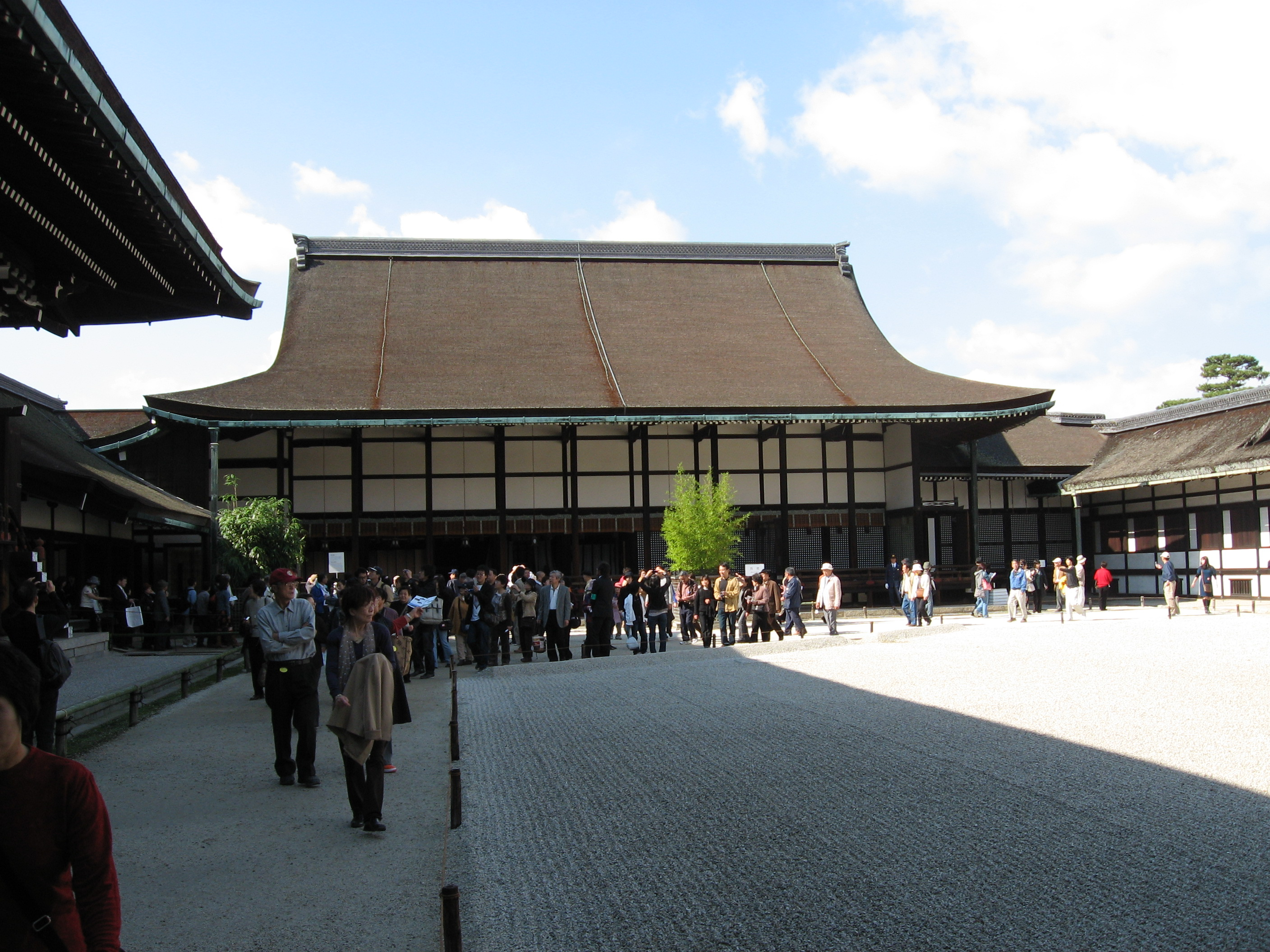
Patio del palacio de Kioto.

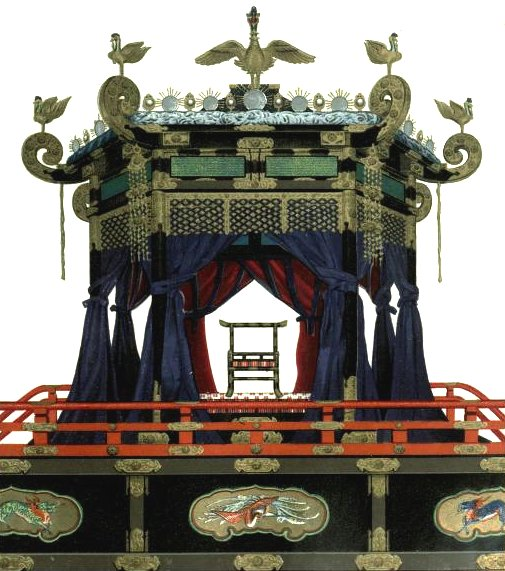
Trono Takamikura, 1917.

El Palacio está situado en Kioto Gyoen (京都御苑 kyōto gyoen), un amurallamiento rectangular de 1.3 km de norte a sur y 0.7 km de este a oeste, que también contiene los jardines del palacio Imperial Sento. Gyoen data de los primeros periodos de la Era Edo, cuando las residencias de los altos nobles de la corte se agruparon cerca del Palacio y el área amurallada. Cuando la capital se trasladó a Tokio, las residencias de los nobles de la corte fueron demolidas y gran parte del Kyoto Gyoen es ahora un parque público.
El palacio Imperial fue finalmente establecido en esta zona desde el abandono del palacio de Heian a finales del siglo XII. Sin embargo, de mucho antes que las residencias de facto del emperador a veces no eran el palacio interior (内裏 dairi) del palacio original del periodo Heian, sino que era una de las residencias temporales(里内裏 sato-dairi) en esta parte de la ciudad a veces proporcionadas al emperador por poderosas familias nobles. El palacio actual es un sucesor directo —después de repetidos intentos de reconstrucción— de uno de los palacios sato-dairi, el Tsuchimikado Dono (土御門殿 tsuchimikadodono) del clan Fujiwara. El Palacio, como muchas de las construcciones más antiguas e importantes de Japón, fue destruido por el fuego y reconstruido muchas veces en el curso de su historia. Ha sido destruido y reconstruido ocho veces, seis durante los 250 años de paz del Periodo Edo. La versión actual fue completada el año 1855, en un intento por reproducir el estilo y la arquitectura del periodo Heian del Dairi original del palacio Heian.
Los terrenos del palacio incluyen otros edificios, además de la residencia Imperial o Dairi (内裏). El edificio vecino al norte es el sento (仙洞), o residencia del emperador retirado, y más allá, cruzando la avenida Imadegawa, está la Universidad Doshisha. La Agencia de la Casa Imperial mantiene los edificios y terrenos. También hacen recorridos turísticos, pidiendo un pasaporte o Tarjeta de Registro de Extranjería y un pre-aviso de al menos 20 minutos antes de permitirle a extranjeros entrar al Palacio Imperial.
Las principales construcciones en los Terrenos del Palacio incluyen, junto a otros salones, el Shishinden (紫宸殿, Salón para Ceremonias de Estado), Seiryoden (清涼殿, literalmente 'fresco, salón refrescante'), Kogosho (小御所, Tribunal), Ogakumosho (御学問所, Estudio Imperial o Biblioteca), y un número de residencias para la Emperatriz, aristócratas de alto rango y oficiales de gobierno.
La puerta principal al frente, lado sur del Palacio, tiene un techo de madera de ciprés que descansa en cuatro pilares. Esta puerta pudo haber sido usada por el Emperador, para recibir a diplomáticos o dignatarios extranjeros, así como para muchas otras importantes ceremonias de Estado. A los lados hay una reja que separa las zonas interiores con el resto de los Terrenos del Palacio, y apenas pasando la puerta principal hay una segunda puerta, pintada de color bermejo y techada con tejas, que lleva al shishinden, el salón para las ceremonia de Estado. El shishinden también fue utilizado para ceremonias tan importantes como las coronaciones del emperador y del príncipe heredero. Tiene 22 por 23 metros de tamaño, y presenta un estilo arquitectónico tradicional, con un techo cerchado y curvo. A cada lado de su acera principal hay, árboles que se harían muy famosos y sagrados, al oriente un cerezo (sakura), lado izquierdo, y un árbol tachibana a la derecha, hacia el oeste.